# Good Vibrations
«Good Vibrations» (с англ. — «Приятные вибрации») — песня американской рок-группы The Beach Boys, вышедшая в 1966 году на сингле и планировавшаяся для альбома Smile. Песня заняла 6-е место в списке 500 величайших песен всех времён по версии журнала Rolling Stone.

## Работа над песней
Над «Good Vibrations» Брайан Уилсон начал работать 17 февраля 1966 года — во время записи альбома Pet Sounds. По мере того, как Уилсон открывал новые, беспрецедентные технологии записи, потенциал песни всё более расширялся, и стало очевидно, что планировать её для Pet Sounds было уже поздно. При записи «Good Vibrations» Уилсон задействовал четыре разные студии, сравнивая записи в каждой из них. Композиция представляет собой несколько музыкальных тем, созданных из маленьких разрозненных фрагментов записей, сделанных в разных студиях. Такой скрупулёзный и новаторский монтаж был беспрецедентным и послужил образцом для работы над остальными песнями альбома Smile, который по замыслу Уилсона должен был превзойти Pet Sounds. Работа над «Good Vibrations» растянулась до сентября 1966 года и в итоге обошлась студии в 50 000 долларов, что в то время было рекордом для записи одной песни.
Изначально слова песни были написаны поэтом Тони Эшером — соавтором песен на Pet Sounds, но в окончательном варианте был использован текст Б. Уилсона и Майка Лава. Как и в Pet Sounds, вся инструментальная часть композиции была выполнена сессионными музыкантами, следовавшими чётким указаниям Уилсона. Остальные участники The Beach Boys, проводя значительную часть времени на гастролях, приезжали в студию, лишь чтобы записать свои вокальные партии, дублируя более-менее готовые инструментальные дорожки.

## Реакция
«Good Vibrations» вышла на сингле 10 октября 1966 года с «Let’s Go Away for Awhile» (из Pet Sounds) на обратной стороне. Сингл занял 1-е место в США, Великобритании и Южной Родезии. Критики в большинстве своём положительно встретили сингл; вкупе с новаторской концепцией и технологией альбома Pet Sounds, «Good Vibrations» настроила музыкальную индустрию на появление нового шедевра от Брайана Уилсона. Этому также способствовал пиар-менеджер группы Дерек Тейлор, который создавал атмосферу таинственности вокруг фигуры Брайана Уилсона и его нового альбома (именно Тейлор нарёк Уилсона «гением» и популяризовывал этот эпитет в прессе). О The Beach Boys в конце 1966 — начале 1967 гг. стали писать как о самых главных конкурентах The Beatles; в частности, согласно ежегодному опросу британского журнала New Musical Express, опубликованному 10 декабря 1966 года, The Beach Boys были признаны лучшей «вокальной группой мира» 1966 года, опередив The Beatles. В Америке в январе 1967 года «Good Vibrations» была номинирована на три награды «Грэмми».

## Песня в альбомах
Работа над альбомом Smile была прервана в мае 1967 года, и «Good Vibrations» оказалась, таким образом, единственной выпущенной композицией со Smile. Песня была позже включена в альбом Smiley Smile, вышедший в сентябре 1967 года в качестве заменителя «Smile» (Брайан Уилсон принципиально не хотел её включать, но лейбл пытался таким образом раскрутить альбом).

## Варианты
«Good Vibrations» существует в двух вариантах: первый — самый известный — был выпущен на сингле с текстом Майка Лава. Второй вариант включает оригинальные слова Тони Эшера. В 2011 году был издан бокс-сет The Smile Sessions, пятый диск в котором был целиком отдан под сессионные записи «Good Vibrations» (включено 25 фрагментов и дублей).

## Интересные факты
- Композиция попала в символический список «Песни века».
- Песня «Good Vibrations» в исполнении Beach Boys вместе с ещё четырьмя их песнями — «California Girls», «Don’t Worry Baby», «God Only Knows» и «Surfin’ U.S.A.» — входит в составленный Залом славы рок-н-ролла список 500 Songs That Shaped Rock and Roll[15].
- В сериале «Остаться в живых» мелодия песни была кодом для отключения блокировочного устройства на станции «Зеркало».